# Осокин, Дмитрий Вячеславович
Дмитрий Вячеславович Осокин (21 апреля 1974, Москва, СССР) — советский и российский футболист и тренер, выступал на позиции защитника.

## Биография

### Игровая карьера
Воспитанник московского «Локомотива». Единственный матч за основную команду клуба провёл 2 ноября 1991 года, выйдя на замену после перерыва в матче 30-го тура чемпионата СССР против клуба «Спартак-Владикавказ». После распада СССР провёл в «Локомотиве» один сезон, выступая за дубль «Локомотива» в втором дивизионе, сыграл 36 матчей. В 1993 году перешёл в клуб первого дивизиона «Торпедо» (Рязань) (в дальнейшем «Спартак»). По итогам сезона 1993 клуб вылетел во второй дивизион, но Осокин остался в команде и выступал за неё до 1999 года. В 2000 году отыграл сезон в рязанской любительской команде «Пилигрим», но в 2001 вернулся в главную команду города и провёл там ещё 3 сезона.

### Тренерская карьера
После окончания игровой карьеры тренировал городские и областные коллективы города Рязани. С 2011 года входил в тренерский штаб женского клуба «Рязань-ВДВ». С 2015 по 2016 год был главным тренером клуба. В 2016—2017 годах тренировал рязанский футзальный клуб «Езиды».
В 2014 году окончил Высшую школу тренеров.